# Николаевка (Шегарский район)
Николаевка — деревня в Шегарском районе Томской области. В составе Анастасьевского сельского поселения.

## История
Основана в 1902 г. В 1926 году состояла из 97 хозяйств, основное население — белорусы. В составе Михайловского сельсовета Кривошеинского района Томского округа Сибирского края.

## Население
| 1926 | 2002 | 2010 | 2012 | 2013 | 2014 | 2015 |
| ---- | ---- | ---- | ---- | ---- | ---- | ---- |
| 493  | ↘71  | ↘54  | →54  | ↘52  | ↘49  | ↘48  |
| 2021 |      |      |      |      |      |      |
| ↗98  |      |      |      |      |      |      |